# Ray Parlour
Raymond Parlour, mais conhecido como Ray Parlour (Barking, 7 de março de 1973), é um futebolista inglês que atuou como meio-campo.
Durante sua passagem pelo Arsenal, foi apelidado de "O Pelé de Romford". Embora tivesse um desempenho sólido e regular, o apelido foi dado de maneira sarcástica, por sua imagem pouco gloriosa. Como resultado, ele tem sido descrito como um "herói não decantado". Um grande momento de sua carreira no Arsenal ocorreu na final da FA Cup de 2002, quando marcou o gol que abriu o caminho do título de sua equipe, contra o Chelsea, aos 70 minutos de partida.[carece de fontes?]
Apesar de aposentado desde 2007, aceitou, assim como vários outros renomados nomes do futebol internacional e local, como o argentino Claudio Caniggia, seu conterrâneo Graeme Le Saux e o estadunidense Brian McBride, uma proposta para defender o inexpressivo Wembley na Copa da Inglaterra da temporada 2012/13. A primeira partida disputada pela equipe no torneio terminou com uma vitória por 3 x 2, sobre o também inexpressivo Langford.

## Títulos
Arsenal
- Copa da Liga Inglesa: 1993
- Copa da Inglaterra: 1993, 1998, 2002, 2003
- Recopa Europeia: 1994
- Campeonato Inglês: 1998, 2002, 2004
- Supercopa da Inglaterra: 1998, 1999, 2002

Inglaterra
- Torneio de Toulon: 1994